# Goragorski
Goragorski (en rus: Горагорский) és un poble (un possiólok) de la república de Txetxènia, a Rússia, segons el cens del 2022 tenia 5.855 habitants.